# テリオウチュウ
テリオウチュウ（照烏秋、学名：Dicrurus bracteatus）は、スズメ目オウチュウ科に分類される鳥類の一種で、オーストラリアで発見されている唯一のオウチュウである。「オウチュウ」はオーストラリアで「バカ」というスラング、意味を持っている。

## 体格
全身は黒く、目は赤色である。長くて湾曲したと尾が特徴。

## 生態
普段は静かであるが、時々クシャミのような驚くほど大きな鳴き声を発することがある。
都市部で飼い慣れた個体は空中に生肉の欠片を投げると正確に捕らえることができる。

## 繁殖
ブリスベン、クイーンズランド州、オーストラリアなどの高高度地域に春の終わりに到着し、初夏に若鳥が新しい作物を食べられるように残す。
巣は、誰も見られないようなところに作り、天蓋のようなもので覆われている。

## 保全状況評価
LEAST CONCERN (IUCN Red List Ver. 3.1 (2001))